# フリーデリケ・フォン・シュレースヴィヒ＝ホルシュタイン＝ゾンダーブルク＝グリュックスブルク
フリーデリケ・フォン・シュレースヴィヒ＝ホルシュタイン＝ゾンダーブルク＝グリュックスブルク（Friederike von Schleswig-Holstein-Sonderburg-Glücksburg, 1811年11月9日 - 1902年7月10日）は、ドイツのアンハルト＝ベルンブルク公アレクサンダー・カールの妻。

## 生涯
シュレースヴィヒ＝ホルシュタイン＝ゾンダーブルク＝グリュックスブルク公フリードリヒ・ヴィルヘルムとその妻でヘッセン＝カッセル方伯カールの娘であるルイーゼ・カロリーネの間の次女として、ホルシュタイン公国のゴットルフ城で生まれた。弟の1人はデンマーク王クリスチャン9世である。
1834年10月30日にシュレースヴィヒ近郊のルイーゼンルントにおいて、アレクサンダー・カールと結婚した。夫は統合失調症であり、フリーデリケとの間に子供をもうけないまま1863年に亡くなった。これと同時に、アンハルト＝ベルンブルク公爵家は断絶し、遺領はアンハルト＝デッサウ公爵家に相続された。公爵夫人フリーデリケは政治や社会情勢に関心が強く、ベルンブルク公国における鉱山開発を援助した。ベルンブルクにある3つのギムナジウムのうち1つは、フリーデリケの名を冠していた。
90歳の長命を保ち、1902年にバレンシュテットの居城で死去した。